# Vespertilio
Vespertilio és un gènere de ratpenats microquiròpters de la família dels vespertiliònids que s'estenen per Europa i Àsia.

## Taxonomia
Se n'han descrit les següents:
- Vespertilió bicolor (Vespertilio murinus)  (Linnaeus, 1758)
  - Vespertilio murinus murinus  (Linnaeus, 1758)
  - Vespertilio murinus ussuriensis  (Wallin, 1969)
- Vespertilio sinensis  (Peters, 1880)
  - Vespertilio sinensis anderssoni  (Wallin, 1963)
  - Vespertilio sinensis namiyei  (Kuroda, 1920)
  - Vespertilio sinensis noctula  (Namie, 1889)
  - Vespertilio sinensis orientalis  (Wallin, 1969)
  - Vespertilio sinensis sinensis  (Peters, 1880)